# 1806 год в музыке

## Произведения
- Людвиг ван Бетховен:
  - Симфония № 4 Си-бемоль мажор, соч. 60[1].
  - Концерт для фортепиано с оркестром № 4, соч. 58[1].
  - Концерт для скрипки с оркестром, соч. 61[1].
  - Струнные квартеты № 7 Фа мажор, № 8 Ми минор и № 9 До мажор, (нем. Rasumowsky-Quartett), соч. 59[1].

## Персоналии

### Родились
- 3 января — Генриетта Зонтаг (нем. Henriette Sontag), немецкая оперная певица, колоратурное сопрано.
- 27 января — Хуан Кризостомо де Арриага (исп. Juan Crisóstomo de Arriaga), испанский композитор.
- 3 апреля — Пьер Франсуа Вартель (фр. Pierre François Wartel), французский оперный певец, тенор.
- 4 апреля — Антуан Бессемс (фр. Antoine Bessems), бельгийско-французский скрипач и композитор.
- 8 мая — Ян Бедржих Китль (чеш. Jan Bedřich Kittl), чешский композитор.
- 17 августа — Йохан Каспар Мерц, австрийский гитарист, композитор и педагог.
- 2 сентября — Михоэл Иосеф Гузикоф (идиш יחיאל מיכל גוזיקאָװ‎), белорусский еврейский ксилофонист-виртуоз, музыкант в стиле клезмер.
- 15 ноября — Осип Афанасьевич Петров, русский оперный певец, бас.
- 4 декабря — Фридрих Бургмюллер (нем. Friedrich Burgmüller), немецкий пианист и композитор.
- 6 декабря — Жильбер Дюпре (фр. Gilbert Duprez), французский оперный певец, тенор.

### Скончались
- 30 января — Висенте Мартин-и-Солер, (исп. Vicente Martín y Soler), испанский композитор.
- 14 февраля — Жан Доберваль, французский балетный танцор и балетмейстер, последователь реформ Жана Жоржа Новерра, создатель комедийного балета (родился 19 августа 1742).
- 23 февраля — Джон Алкок (англ. John Alcock), английский композитор и органист (родился 11 апреля 1715).
- 10 августа — Христиан Калькбреннер, (нем. Christian Kalkbrenner), немецкий композитор, пианист и скрипач.
- 17 сентября — Джузеппе Монета, (итал. Giuseppe Moneta), итальянский композитор.

Дата неизвестна — Шарль Ле Пик, знаменитый французский танцор и хореограф, ученик и последователь Ж.-Ж. Новерра, балетмейстер Королевского театра в Лондоне и императорской труппы в Санкт-Петербурге (родился в 1744).